# بوسام: سرقة مصير
بوسام: سرقة مصير (هانغل: 보쌈-운명을 훔치다)؛ هو مسلسل تلفزيوني كوري جنوبي، تدور أحداث المسلسل في عهد أسرة جوسون تحت حكم جوانجهاي-غون، عرض على قناة إم بي إن في 1 مايو 2021، بث يومي السبت والأحد من الساعة 21:40 بتوقيت كوريا الجنوبية (KST). مع هذه الدراما تحتفل قناة إم بي إن بذكرى العاشرة لها.

## القصة
تدور أحداث القصة حول با وو والأميرة سو كيونغ، ستكون قصة حياة ومحبة تمس الظلم الذي تعيشه المرأة والفقراء، ستحكي قصة شخص يختطف أميرة عن طريق الخطأ، با وو الذي يمارس ربط الأرامل، اللواتي لم يكن يأملن في الزواج مرة أخرى، بأزواج جدد، تم أتهامه بتهمة التآمر من قبل شخص في سن مبكرة وعلى الرغم من أنه كان قادرًا على الهروب بحياته، إلا أنه اضطر إلى إخفاء هويته والعيش في فقر منذ ذلك الحين.

## بطولة
- جونغ ايل وو في دور باو.[7]
- كون يوري بدور سو كيونغ، الأميرة.[8]
- شين هيون سوو بدور لي داي أيوب.[9]
- كيم تاي وو بدور الأمير جوانغ هاي.[10]
- لي جاي يونغ بدور لي يي شوم.
- يون جو مان بدور المحارب.
- سووهي-جونغ بدور المحظية الملكية سو يي لعشيرة بابيونغ يون.
- شين دونغ مي في دور سيدة المحكمة جو سانغ جيونغ.
- كيم جو يونغ في دور الأخت الصغرى لباو.[11]
- سونغ سيون مي بدور كيم جا شي، سيدة محكمة، مساعدة جوانغ هاي.[12]

## الاستقبال
حققت الدراما رقمًا قياسيًا في نسبة المشاهدة للعرض الأول لشبكة إم بي إن. كما وصلت الحلقة الرابعة نسبة 5.511% على مستوى البلاد، لتصبح ثاني اعلى دراما تقييما لشبكة إم يي إن بعد الدراما الناجحة عائلة أنيقة.
وفقاً لي نيلسن كوريا، الحلقة 13 التي تم بثها في 12 يونيو 2021، قد حققت نسبة 8.658% على مستوى البلاد، مع أكثر من 1.7 مليون مشاهدة، لتصبح بذلك أعلى دراما لشبكة إم بي إم تقييما، متجاوزة مسلسل عائلة أنيقة.
حققت الحلقة الأخيرة من المسلسل متوسط تقييم على مستوى البلاد 9.8٪ مع الذروة 11.2٪ مسجلة أكثر من 1.9 مليون مشاهد، وحققت رقماً قياسياً جديداً لأعلى نسبة مشاهدة تم تحقيقها على الإطلاق، بأي دراما في تاريخ شبكة إم بي إن.

## المشاهدات
| الموسم | الموسم | رقم الحلقة | رقم الحلقة | رقم الحلقة | رقم الحلقة | رقم الحلقة | رقم الحلقة | رقم الحلقة | رقم الحلقة | رقم الحلقة | رقم الحلقة | رقم الحلقة | رقم الحلقة | رقم الحلقة | رقم الحلقة | رقم الحلقة | رقم الحلقة | رقم الحلقة | رقم الحلقة | رقم الحلقة | رقم الحلقة | المتوسط |
| الموسم | الموسم | 1          | 2          | 3          | 4          | 5          | 6          | 7          | 8          | 9          | 10         | 11         | 12         | 13         | 14         | 15         | 16         | 17         | 18         | 19         | 20         | المتوسط |
| ------ | ------ | ---------- | ---------- | ---------- | ---------- | ---------- | ---------- | ---------- | ---------- | ---------- | ---------- | ---------- | ---------- | ---------- | ---------- | ---------- | ---------- | ---------- | ---------- | ---------- | ---------- | ------- |
|        | 1      | 0.609      | 0.583      | 0.583      | 1.138      | 1.231      | 1.295      | 1.143      | 1.549      | 1.304      | 1.344      | 1.618      | 1.562      | 1.752      | 1.643      | 1.748      | 1.693      | 1.887      | 1.580      | 1.864      | 1.940      | 1.4013  |

| الحلقة | تاريخ البث    | تقييمات "نيلسن كوريا" | تقييمات "نيلسن كوريا" |
| الحلقة | تاريخ البث    | على الصعيد الوطني     | سيئول                 |
| ------ | ------------- | --------------------- | --------------------- |
| 1      | 1 مايو 2021   | 3.132%                | 2.830%                |
| 2      | 2 مايو 2021   | 2.960%                | 2.362%                |
| 3      | 8 مايو 2021   | 4.648%                | 4.239%                |
| 4      | 9 مايو 2021   | 5.511%                | 4.645%                |
| 5      | 15 مايو 2021  | 6.301%                | 5.974%                |
| 6      | 16 مايو 2021  | 6.473%                | 6.744%                |
| 7      | 22 مايو 2021  | 5.756%                | 5.191%                |
| 8      | 23 مايو 2021  | 7.667%                | 6.938%                |
| 9      | 29 مايو 2021  | 6.875%                | 5.694%                |
| 10     | 30 مايو 2021  | 6.940%                | 5.544%                |
| 11     | 5 يونيو 2021  | 7.957%                | 7.100%                |
| 12     | 6 يونيو 2021  | 7.073%                | 5.536%                |
| 13     | 12 يونيو 2021 | 8.658%                | 7.447%                |
| 14     | 13 يونيو 2021 | 8.027%                | 7.177%                |
| 15     | 19 يونيو 2021 | 8.842%                | 8.123%                |
| 16     | 20 يونيو 2021 | 8.440%                | 7.775%                |
| 17     | 26 يونيو 2021 | 8.959%                | 8.174%                |
| 18     | 27 يونيو 2021 | 7.697%                | 7.108%                |
| 19     | 3 يوليو 2021  | 9.363%                | 8.701%                |
| 20     | 4 يوليو 2021  | 9.759%                | 9.017%                |
| المعدل | المعدل        | 6.042%                | ___                   |

## الإنتاج

### صناعة
- التخطيط العام: بارك تاي هو (إم بي إن).
- المساهم: إم بي إن & (لي تاي هيون منصة wavve).[23]
- فريق الإنتاج: شركة جي إس بيكتشرز & إي أل ريز.[24]
- كتابة وأخراج: الدراما من أخراج كوان سيوك جانغ الذي عمل سابقا على إخراج مسلسلات مثل أميرتي ونادي الصديقات القديمات ونادي الانتقام الجماعي وغيرها، وكتابة كل من كيم جي سو، بارك تشيول.[25]

يذكر ان منصة Wavve أستثمرت في الدراما وستكون الدراما حصريا على المنصة عبر الإنترنت.

### أختيار
في 29 يونيو 2020، أعلن أن جونغ ايل وو سيلعب دورًا رئيسيًا في الدراما التاريخية. في 26 أغسطس 2020 انضمت كوان يوري إلى فريق التمثيل في دور البطولة. في 11 نوفمبر ذكرت وكالة شين هيون سو أنه كان يفكر في الاقتراح للانضمام في الدراما الجديدة بشكل إيجابي، في مارس 2021 أكتملت تشكيلة الدراما.

### التصوير
في 23 نوفمبر 2020، تم أيقاف التصوير مؤقتا بسبب جائحة COVID-19. «مع وجود حالة مؤكدة، أصبح جميع الممثلين والموظفين في الحجر الصحي».

## روابط خارجية
- بوسام: سرقة مصير على موقع IMDb (الإنجليزية)
- بوسام: سرقة مصير على موقع كينوبويسك (الروسية)
- بوسام: سرقة مصير على موقع قاعدة بيانات الفيلم (الإنجليزية)